# Bronisław Nazimek
Bronisław Józef Władysław Nazimek (ur. 31 sierpnia 1883 w Zawadzie, zm. 17 marca 1952 w Krakowie) – porucznik Wojska Polskiego, starosta w okresie II Rzeczypospolitej.

## Życiorys
Bronisław Józef Nazimek urodził się 31 sierpnia 1883 roku w Zawadzie, w ówczesnym powiecie ropczyckim, w rodzinie Karola i Marii Erlich. Absolwent gimnazjum w Jarosławiu z 1903. Odbył studia na Wydziale Prawa Uniwersytetu Jagiellońskiego. Służył w c. i k. armii, od 1906 przez rok służył w 13 pułku piechoty Austro-Węgier w Krakowie po czym skierowany do rezerwy. W 1908 mianowany chorążym, w 1912 podporucznikiem. Po wybuchu I wojny światowej 1914 został zmobilizowany i służył w armii austriackiej do października 1918, m.in. pełnił funkcję komendanta oddziału żandarmerii polowej w Hrubieszowie i Pińczowie. W lipcu 1915 awansowany na porucznika.
16 stycznia 1919 roku został przyjęty do Wojska Polskiego z byłej Armii Austro-Węgierskiej z zatwierdzeniem posiadanego stopnia porucznika ze starszeństwem z dniem 1 lipca 1918 roku i przydzielony służbowo z dniem 18 listopada 1918 roku do Dowództwa Żandarmerii przy Okręgu Generalnym „Kielce”. Pełnił obowiązki dowódcy żandarmerii powiatowej w Radomiu. Z dniem 1 maja 1919 został przeniesiony do rezerwy w stopniu porucznika.
Został zweryfikowany w stopniu porucznika ze starszeństwem z dniem 1 czerwca 1919 roku w korpusie oficerów rezerwy piechoty. W 1923 był przydzielony jako oficer rezerwowy do 33 pułku piechoty w garnizonie Łomża. W 1934 roku zajmował 87. lokatę w korpusie oficerów rezerwowych piechoty i pozostawał wówczas w ewidencji Powiatowej Komendy Uzupełnień Przemyśl z przydziałem do Oficerskiej Kadry Okręgowej Nr X oraz był reklamowany na okres 12 miesięcy.
Od 1920 do końca 1922 pełnił funkcję starosty powiatu szczuczyńskiego w Grajewie. W kolejnych latach pełnił analogiczne stanowiska starosty powiatu łomżyńskiego (styczeń 1923-czerwiec 1927), od czerwca 1927 do września 1929 starosty powiatu błońskiego w Grodzisku (w grudniu 1927 został mianowany komisarzem wyborczym Okręgowej Komisji Wyborczej w Grodzisku), starosty powiatu brzozowskiego od 11 września 1929 do lipca 1933, po czym został przeniesiony w stan nieczynny. Ze stanowiska w Brzozowie miał zostać odwołany w związku z powiązaniem w przeprowadzenie zamachu na działaczy narodowych Jana Chudzika i Władysława Owoca 14 maja 1933.  W lutym 1934 został przeniesiony w stan spoczynku.
Następnie mieszkał we Lwowie, a po wybuchu II wojny światowej w Krakowie, gdzie zmarł 17 marca 1952 i został pochowany na Cmentarzu Rakowickim.
Miał córkę Marię (1915–).

## Ordery i odznaczenia
- Krzyż Kawalerski Orderu Odrodzenia Polski (2 maja 1923)[23][24]
- Brązowy Wojskowy Medal Zasługi „Signum Laudis” – Austro-Węgry (1916)
- Krzyż Wojskowy Karola – Austro-Węgry (1917)